# Hybos vagans
Hybos vagans är en tvåvingeart som beskrevs av Friedrich Hermann Loew 1874. Hybos vagans ingår i släktet Hybos och familjen puckeldansflugor. Inga underarter finns listade i Catalogue of Life.